# هنبوري (تشيشير)
هنبوري (بالإنجليزية: Henbury, Cheshire)‏ هي قرية و أبرشية مدنية تقع في المملكة المتحدة في إنجلترا. يقدر عدد سكانها بـ 594 نسمة .